# Donald Samuel Ornstein

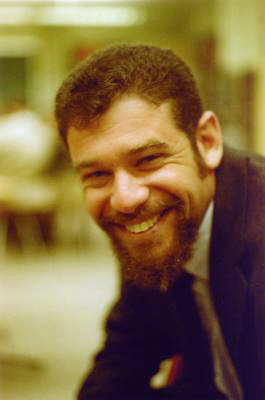
Donald S. Ornstein, 1970

Donald Samuel Ornstein (* 30. Juli 1934 in New York) ist ein US-amerikanischer Mathematiker, der auf dem Gebiet der Ergoden-Theorie arbeitet.
Ornstein wurde 1957 an der University of Chicago unter der Leitung von Irving Kaplansky promoviert (Thema: Dual Vector Spaces). Während seiner Karriere an der Stanford University beaufsichtigte er die Doktorarbeiten von dreiundzwanzig Studenten. Ab 1963 war er Sloan Research Fellow.
Bekanntheit erlangte er 1968 durch seine Arbeit über den Isomorphismus von Bernoulli-Abbildungen (Bernoulli Shifts), wofür er 1974 mit dem Bôcher Memorial Prize ausgezeichnet wurde. Bernoulli-Abbildungen sind stochastische Prozesse, die Verschiebungen im Raum der Folgen von Münzwürfen verallgemeinern. In jedem Zeitschritt wird ein Wert i aus einem Vorrat an N Werten mit Wahrscheinlichkeit {\displaystyle p_{i}} angenommen. Ornstein bewies die Äquivalenz (bezüglich ihres stochastischen Verhaltens) von Bernoulli-Shifts  falls ihre Kolmogorov-Entropie, definiert durch {\displaystyle h=-\sum _{i=1}^{N}p_{i}\log p_{i}}, gleich ist. Die Äquivalenz wird dabei durch maßerhaltende Isomorphismen (eineindeutige Abbildungen der Zustandsräume) definiert, für die die Kolmogorov-Entropie eine Invariante ist, wie Andrei Kolmogorow und Jakow Sinai 1958 zeigten. Bernoulli-Shifts sind also nach Kolmogorow und Sinai nicht alle äquivalent untereinander, wie Ornstein zeigte sind sie aber äquivalent falls die Entropie gleich ist.
Seit 1981 ist er Mitglied der National Academy of Sciences, seit 1991 der American Academy of Arts and Sciences. 1970 war er Invited Speaker auf dem Internationalen Mathematikerkongress in Nizza (Entropy is enough to classify Bernoulli shifts but not K-automorphisms). Er ist Fellow der American Mathematical Society.

## Schriften
- Ergodic theory, randomness, and dynamical systems, Yale University Press, 1974
- Mit Benjamin Weiss Statistical properties of chaotic systems, Bulletin AMS, Bd. 24, 1991, S. 1
- Ornstein Ornstein Isomorphism Theorem
- mit Benjamin Weiss, Daniel J. Rudolph Equivalence of measure preserving transformations, American Mathematical Society 1982